# La Colonia I
La Colonia I är en ort i Mexiko.   Den ligger i kommunen Peñamiller och delstaten Querétaro Arteaga, i den centrala delen av landet, 190 km norr om huvudstaden Mexico City. La Colonia I ligger 1 259 meter över havet och antalet invånare är 205.
Terrängen runt La Colonia I är kuperad västerut, men österut är den bergig. La Colonia I ligger nere i en dal. Runt La Colonia I är det ganska glesbefolkat, med 38 invånare per kvadratkilometer. Närmaste större samhälle är Villa Emiliano Zapata, 3,9 km väster om La Colonia I. Omgivningarna runt La Colonia I är i huvudsak ett öppet busklandskap.